# Dustin Wolf
Pour les articles homonymes, voir Wolf.
Dustin Wolf (né le 16 avril 2001 à Gilroy dans l'État de la Californie aux États-Unis) est un joueur professionnel américain de hockey sur glace. Il évolue au poste de gardien de but.

## Biographie

### Carrière en club
En 2017, il commence sa carrière en junior avec les Silvertips d'Everett dans la Ligue de hockey de l'Ouest. Il est choisi au 7e tour, en 214e position par les Flames de Calgary lors du repêchage d'entrée dans la LNH 2019. Il passe professionnel en 2021 avec le Heat de Stockton, club-école des Flames dans la Ligue américaine de hockey .
Le 12 avril 2023, il joue son premier match dans la Ligue nationale de hockey avec les Flames face aux Sharks de San José.

### Carrière internationale
Il représente les États-Unis en sélections jeunes. Il participe au championnat du monde junior 2021. Il remporte la médaille d'or au mondial 2022.

## Trophées et honneurs personnels
- USA Hockey
  - 2019-2020 : remporte le Trophée Dave-Peterson du meilleur gardien junior.

- LHOu
  - 2018-2019 : nommé dans la première équipe des étoiles de la conférence ouest.
  - 2018-2019 : remporte le Trophée Daryl-K.-(Doc)-Seaman.
  - 2019-2020 : nommé dans la première équipe des étoiles de la conférence ouest.
  - 2019-2020 : remporte le Trophée Del-Wilson.
  - 2020-2021 : remporte le Trophée Del-Wilson.

- Ligue canadienne de hockey
  - 2018-2019 : nommé Étudiant de la saison.
  - 2018-2019 : nommé gardien de la saison.

- LAH
  - 2021-2022 : nommé dans l'équipe des recrues.
  - 2021-2022 : remporte le Trophée Aldege-« Baz »-Bastien.
  - 2021-2022 : nommé dans la première équipe des étoiles.
  - 2023 : participe au match des étoiles.
  - 2022-2023 : remporte le Trophée Harry-« Hap »-Holmes.
  - 2022-2023 : remporte le Trophée Aldege-« Baz »-Bastien.
  - 2022-2023 : nommé dans la première équipe des étoiles.
  - 2022-2023 : remporte le Trophée Les-Cunningham.

- LNH
  - 2024-2025 : nommé recrue du mois de janvier